# Lindera

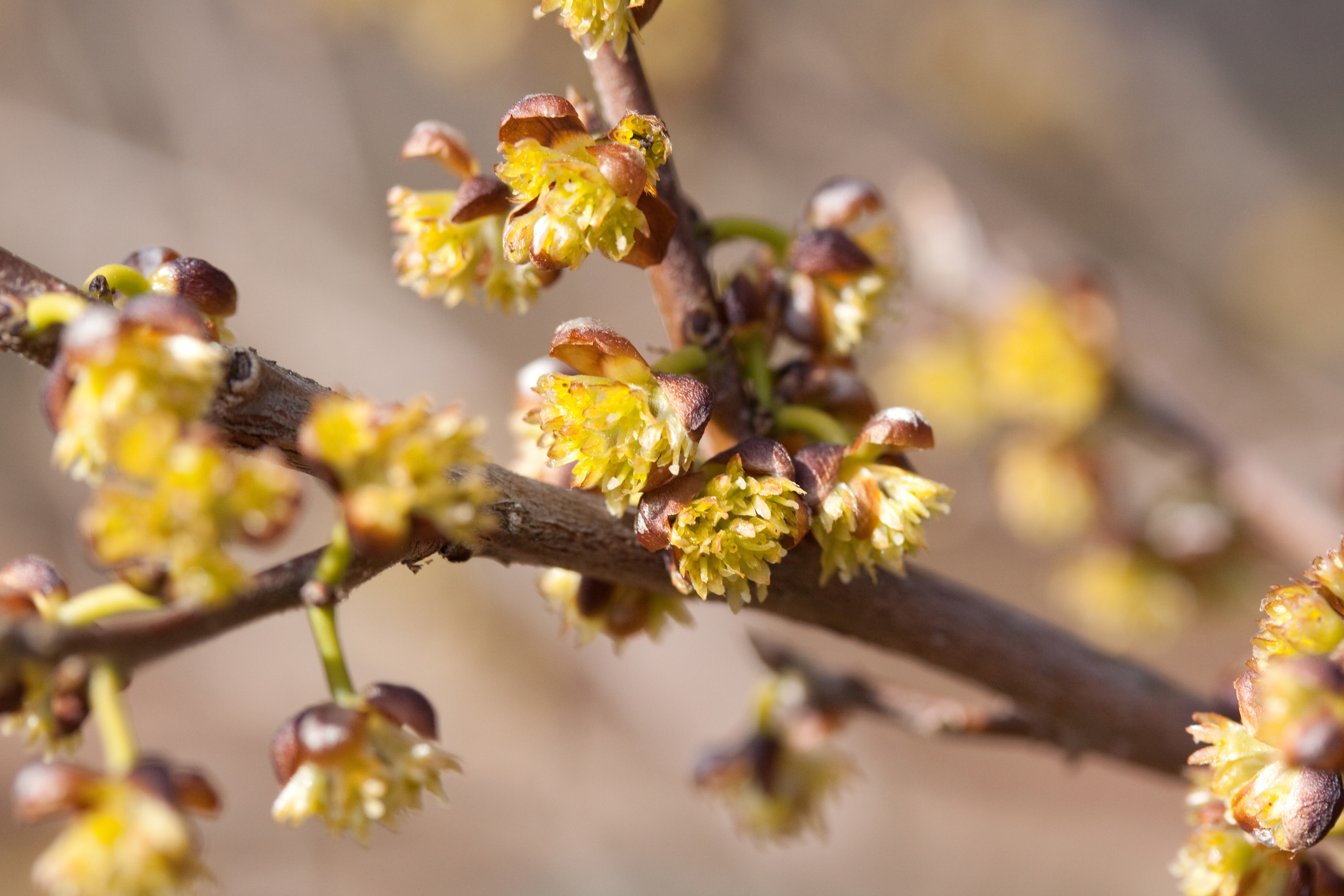
Lindera chienii

Lindera (Lindera Thunb.) – rodzaj drzew i krzewów z rodziny wawrzynowatych (Lauraceae). Obejmuje około 100 gatunków (93 gatunki są zweryfikowane przez Plants of the World). Występują one głównie w Azji Południowo-Wschodniej i Wschodniej, jeden gatunek rośnie w Australii, trzy gatunki obecne są w Ameryce Północnej (południowo-wschodnie Stany Zjednoczone). Rośliny te rosną w lasach, często wzdłuż strumieni i na bagnach.
Nazwa naukowa upamiętnia szwedzkiego botanika Johana Lindera (1676–1724).
Kilka gatunków uprawianych jest jako krzewy ozdobne, najbardziej popularny jest Lindera obtusiloba, przy czym w Polsce spotykana bywa tylko lindera zwyczajna Lindera benzoin. Liście lindery zwyczajnej dawniej służyły do sporządzania naparów pitych jak herbata. Olej z nasion Lindera praecox używany był w lampach.

## Morfologia

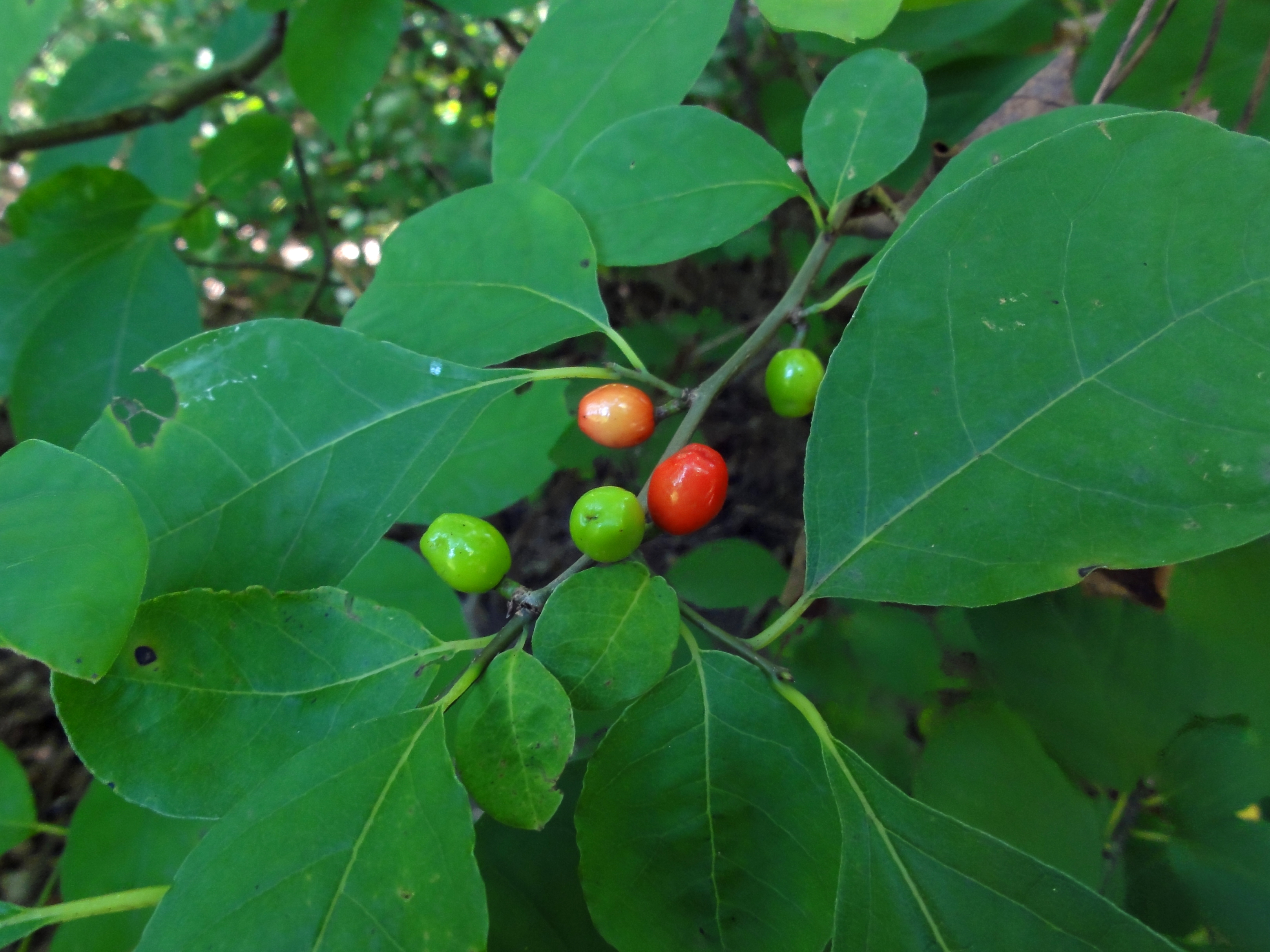
Lindera benzoin

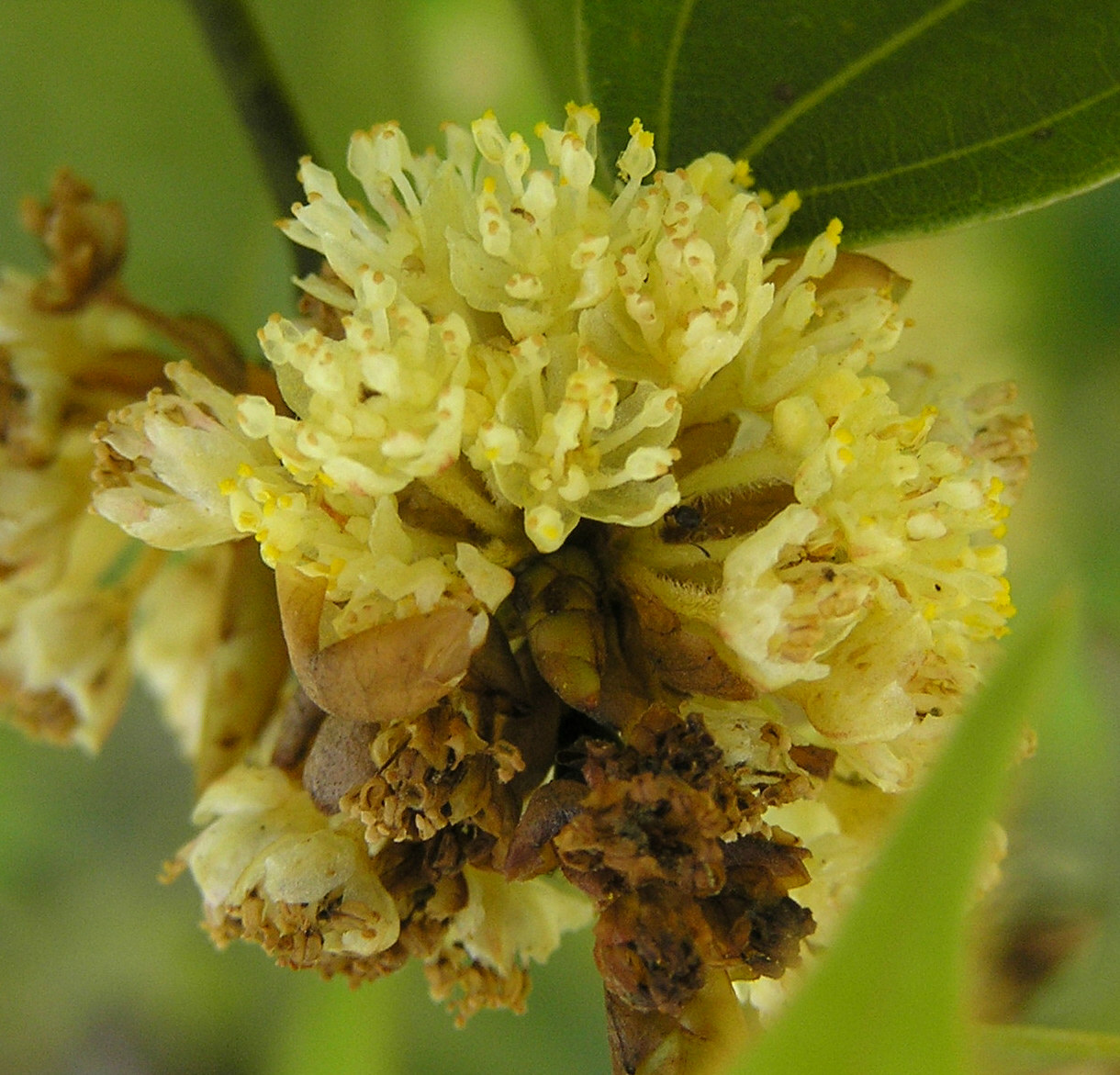
Kwiatostan Lindera aggregata

PokrójKrzewy lub niewielkie drzewa osiągające do 12 m wysokości, zwykle rozłożyste. Kora szara, ciemniejąca z wiekiem.
LiścieSkrętoległe, zwykle opadające zimą lub w porze suchej, przy czym przed opadnięciem liście zwykle przebarwiają się na jaskrawo złotożółty kolor. Aromatyczne po roztarciu, przynajmniej za młodu. Blaszka pojedyncza lub trójklapowa, z trzema głównymi wiązkami przewodzącymi lub z użyłkowaniem pierzastym. U różnych gatunków liście miękkie do skórzastych, nagie do owłosionych.
KwiatyJednopłciowe (przy czym rośliny są dwupienne), drobne, zebrane w baldaszkowate kwiatostany, pojawiające się zwykle wiosną, wsparte dwiema podsadkami. Okwiat złożony jest z 6 żółtawych listków wyrastających parami w dwóch okółkach. W kwiatach męskich jest 9 pręcików w trzech okółkach (rzadziej pręcików jest 12). W kwiatach żeńskich znajduje się 9 prątniczków i kulistawa zalążnia.
OwoceMięsiste lub suche, jednonasienne, zielone, czarne lub czerwone osadzone w mięśniejącym dnie kwiatowym.

## Systematyka
Pozycja systematyczna

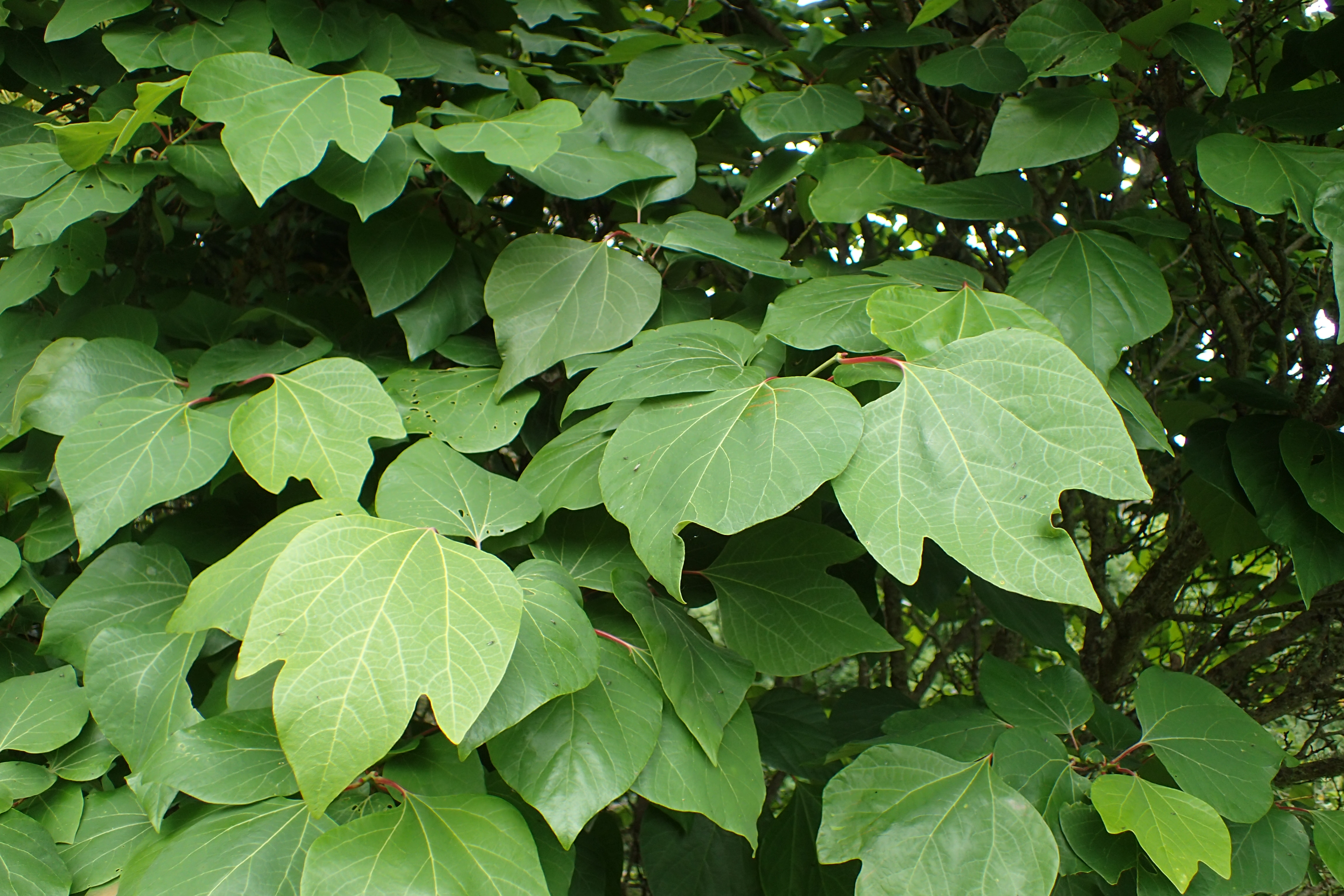
Lindera obtusiloba

Jeden z około 50 rodzajów zaliczanych do rodziny wawrzynowatych (Lauraceae), wchodzącej w skład rzędu wawrzynowców (Laurales). Bywa łączony z rodzajem Litsea.
Wykaz gatunków
- Lindera aggregata (Sims) Kosterm.
- Lindera akoensis Hayata
- Lindera andamanica Chakrab., Lakra & Diwakar
- Lindera angustifolia W.C.Cheng
- Lindera annamensis H.Liu
- Lindera apoensis Elmer
- Lindera assamica (Meisn.) Kurz
- Lindera balansae Lecomte
- Lindera benzoin (L.) Blume – lindera zwyczajna
- Lindera bibracteata Boerl.
- Lindera bifaria (Nees) Hosseus
- Lindera bokorensis Tagane & Yahara
- Lindera bootanica Meisn.
- Lindera caesia Reinw. ex Fern.-Vill.
- Lindera caudata (Nees) Hook.f.
- Lindera chienii W.C.Cheng
- Lindera chunii Merr.
- Lindera citriodora (Siebold & Zucc.) Hemsl.
- Lindera communis Hemsl.
- Lindera concinna Ridl.
- Lindera cuspidata (Blume) Boerl.
- Lindera delicata Kosterm.
- Lindera densiflora (Meisn.) Boerl.
- Lindera doniana C.K.Allen
- Lindera erythrocarpa Makino
- Lindera flavinervia C.K.Allen
- Lindera floribunda (C.K.Allen) H.P.Tsui
- Lindera foveolata H.W.Li
- Lindera fragrans Oliv.
- Lindera glauca (Siebold & Zucc.) Blume
- Lindera gracilipes H.W.Li
- Lindera guangxiensis H.P.Tsui
- Lindera insignis (Blume) Boerl.
- Lindera kariensis W.W.Sm.
- Lindera kinabaluensis Kosterm.
- Lindera kochummenii de Kok
- Lindera kwangtungensis (H.Liu) C.K.Allen
- Lindera latifolia Hook.f.
- Lindera laureola Collett & Hemsl.
- Lindera limprichtii H.J.P.Winkl.
- Lindera longipedunculata C.K.Allen
- Lindera lucida (Blume) Boerl.
- Lindera lungshengensis S.Lee
- Lindera macrophylla (Blume) Boerl.
- Lindera malaccensis Hook.f.
- Lindera megaphylla Hemsl.
- Lindera meissneri Hook.f.
- Lindera melastomacea Fern.-Vill.
- Lindera melissifolia (Walter) Blume
- Lindera menghaiensis H.W.Li
- Lindera metcalfiana C.K.Allen
- Lindera montana Ridl.
- Lindera montanoides Kosterm.
- Lindera motuoensis H.P.Tsui
- Lindera myrrha (Lour.) Merr.
- Lindera nacusua (D.Don) Merr.
- Lindera neesiana (Wall. ex Nees) Kurz
- Lindera novoguineensis Kosterm.
- Lindera obtusiloba Blume
- Lindera pedicellata Kosterm.
- Lindera pentantha Koord. & Valeton
- Lindera pilosa Kosterm.
- Lindera pipericarpa (Miq.) Boerl.
- Lindera polyantha (Blume) Boerl.
- Lindera praecox (Siebold & Zucc.) Blume
- Lindera prattii Gamble
- Lindera pulcherrima (Nees) Benth. ex Hook.f.
- Lindera queenslandica B.Hyland
- Lindera racemiflora Kosterm.
- Lindera racemosa Lecomte
- Lindera reflexa Hemsl.
- Lindera reticulata (Blume) Benth. & Hook.f. ex Fern.-Vill.
- Lindera robusta (C.K.Allen) H.P.Tsui
- Lindera rubronervia Gamble
- Lindera rufa (Stapf) Gamble
- Lindera salicifolia (Blume) Boerl.
- Lindera sanjappae Bhaumik, M.K.Pathak & Chakrab.
- Lindera sericea (Siebold & Zucc.) Blume
- Lindera setchuenensis Gamble
- Lindera spicata Kosterm.
- Lindera subcoriacea Wofford
- Lindera supracostata Lecomte
- Lindera thomsonii C.K.Allen
- Lindera tienchuanensis W.P.Fang & H.S.Kung
- Lindera tonkinensis Lecomte
- Lindera triloba (Siebold & Zucc.) Blume
- Lindera turfosa Kosterm.
- Lindera umbellata Thunb.
- Lindera varmae M.K.Pathak, Bhaumik & Chakrab.
- Lindera velutina H.Liu
- Lindera villipes H.P.Tsui
- Lindera wardii C.K.Allen
- Lindera wrayi Gamble